# Linte (Estonia)
Linte – wieś w Estonii, w prowincji Põlva, w gminie Räpina.